# Monte Caseros
Monte Caseros är en kommunhuvudort i Argentina.   Den ligger i provinsen Corrientes, i den nordöstra delen av landet, 500 km norr om huvudstaden Buenos Aires. Monte Caseros ligger 53 meter över havet och antalet invånare är 24 671.
Terrängen runt Monte Caseros är platt.
Trakten runt Monte Caseros består i huvudsak av gräsmarker. Runt Monte Caseros är det mycket glesbefolkat, med 7 invånare per kvadratkilometer.